# José Castillo Castillo
José Castillo Castillo (Granada, 1931 - Madrid, 2019) fue catedrático de Sociología de la Universidad Complutense de Madrid.

## Biografía
Se licenció en Derecho en la Universidad de Granada. En 1959 se licenció también en Ciencias Políticas en Madrid, e hizo una maestría en Sociología en la Universidad de Columbia (Nueva York). Fue doctor en Ciencias Políticas (Universidad de Madrid) y fue catedrático de Sociología de la Facultad de Ciencias Económicas de la Universidad de Santiago de Compostela y de la Facultad de Ciencias de la Información (Universidad Complutense de Madrid).
Escribió, entre otras obras, La sociedad del consumo, La universidad en Galicia, Introducción a la sociología, Sociología de la empresa, La emigración española en la encrucijada y Sociedad de consumo a la española.
En los años setenta abrió, junto con José María Maravall, un campo nuevo en los estudios de sociología españoles, la sociología del trabajo. Como profesor ejerció en sus clases la ironía y el humor sutil, tanto ajeno como propio.  Sus campos de investigación han versado preferentemente sobre sociología del consumo, historia de la sociología, sociología industrial y de la empresa, sociología de las migraciones y sociología de la educación.

### Sociedad de consumo
José Castillo se interesó de manera especial por el estudio de la sociedad de consumo española, especialidad de la que fue fundador.
A partir de análisis estadísticos hizo hincapié en la eficacia de los mecanismos de socialización del modelo a la hora de inculcar los valores del consumismo en las nuevas generaciones. Especialmente a partir de la generación nacida a en la década de los sesenta, en familias de tipo conyugal o nuclear, cuyo ambiente de mayor comodidad material produjo adultos acostumbrados al consumo por encima del de sus padres o abuelos.
En esa línea, mantuvo la tesis funcionalista de que toda sociedad debe emprender una actividad consumidora de objetos, siquiera en grado elemental, para alcanzar logros, pues su desarrollo cumple una función social: reforzar real y simbólicamente las estructuras de prestigio, riqueza y poder.

## Obras más importantes
- La sociedad de consumo: Consideraciones sobre la racionaldad y libertad del consumidor español, 1968.
- La reforma educativa y el cambio social en Galicia, 1979.
- Sociedad de consumo a la española, EUDEMA Universidad, 1987. ISBN 84-7754-005-5
- La emigración española en la encrucijada: estudio empírico de la emigración de retorno, Madrid: C. I. S., 1980. ISBN 84-7476-036-4
- La Universidad en Galicia: una aproximación sociológica, Santiago de Compostela, Universidade de Santiago de Compostela, 1978. ISBN 84-7191-036-5
- Sociología de la empresa, Ministerio de Educación y Ciencia, 1976. ISBN 84-362-0624-X
- Introducción a la sociología, Madrid: Guadarrama, 1968.
- El trabajo del sociólogo, Editorial Complutense, 1994.
- Del empresario propietario al gerente profesional, 1964.
- Tragedia del pequeño comercio, 1971.
- "Apéndice" a la Historia de la Sociología de G. Duncan Mitchell (1973)
- Sociedad de públicos: discurso correspondiente a la solemne apertura del curso académico 1990-1991, 1990.
- Con Félix Ortega y Ginbafranco Bettin, Fundamentos de sociología Madrid: Síntesis, 1996. ISBN 84-7738-421-5
- Con Jesús Leal Maldonado, Julio Iglesias de Usel, María Ángeles Durán Heras, Juan Díez Nicolás, Salustiano del Campo Urbano, Inés Carrasco Galán, Dolores Avia, Francisco Alvira Martín y Antonio de Pablo Masa, Tratado de Sociología I. Taurus. ISBN 84-306-9766-7